# Charles M. Schulz
Charles Monroe Schulz (26. november 1922 – 12. februar 2000) var en amerikansk tegner, hvis tegneserie Radiserne (Peanuts) anses for at være en af de mest populære og indflydelsesrige i historien.